# SUKIMASWITCH TOUR 2018 "ALGOrhythm"
『SUKIMASWITCH TOUR 2018 "ALGOrhythm"』（スキマスイッチ ツアー 2018 “アルゴリズム”）は、スキマスイッチのライブ・アルバム。

## 解説
- 映像作品「SUKIMASWITCH TOUR 2018 "ALGOrhythm" THE MOVIE」との連動応募抽選特典応募券封入[1]。
- 『スキマスイッチ TOUR 2016 “POPMAN'S CARNIVAL”』から約2年ぶりのライブ・アルバム。

## バンドメンバー
| バンドメンバー | バンドメンバー                | バンドメンバー |
| -------------- | ----------------------------- | -------------- |
| 大橋卓弥       | Vocal, Guitar                 |                |
| 常田真太郎     | Piano, Keyboards, Chorus      |                |
| 村石雅行       | Drums                         |                |
| 種子田健       | Bass                          |                |
| 石成正人       | Guitar, Chorus                |                |
| 浦清英         | Keyboards, Organ              |                |
| 松本智也       | Percussion, Chorus, Guitar    |                |
| 本間将人       | Sax, Flute, Keyboards, Chorus |                |
| 田中充         | Trumpet, Chorus               |                |

## 収録曲

### DISC-1
1. LINE Live at 中野サンプラザホール (2018.7.20)
2. リチェルカ Live at 中野サンプラザホール (2018.7.20)
3. さよならエスケープ Live at 中野サンプラザホール (2018.7.20)
4. 糸ノ意図 Live at 中野サンプラザホール (2018.7.20)
5. Revival Live at 中野サンプラザホール (2018.7.20)
6. ミスランドリー Live at 中野サンプラザホール (2018.7.20)
7. センチメンタル ホームタウン Live at 中野サンプラザホール (2018.7.19)
8. Baby good sleep Live at 中野サンプラザホール (2018.7.20)
9. ラストシーン Live at 中野サンプラザホール (2018.7.19)
10. ミスターカイト Live at 中野サンプラザホール (2018.7.20)

### DISC-2
1. ゴールデンタイムラバー Live at 中野サンプラザホール (2018.7.20)
2. 君の話 Live at 中野サンプラザホール (2018.7.20)
3. スモーキンレイニーブルー Live at 中野サンプラザホール (2018.7.20)
4. パーリー! パーリー! Live at 中野サンプラザホール (2018.7.20)
5. ユリーカ Live at 中野サンプラザホール (2018.7.20)
6. 全力少年 Live at 中野サンプラザホール (2018.7.20)
7. リアライズ Live at 中野サンプラザホール (2018.7.20)
8. 未来花 Live at 中野サンプラザホール (2018.7.20)
9. 奏(かなで) Live at 沖縄コンベンションセンター (2018.8.12) (Bonus Track)
10. ガラナ Live at 沖縄コンベンションセンター (2018.8.12) (Bonus Track)